# Lubret-Saint-Luc
Lubret-Saint-Luc é uma comuna francesa na região administrativa de Occitânia, no departamento dos Altos Pirenéus. Estende-se por uma área de 5,61 km². Em 2010 a comuna tinha 54 habitantes (densidade: 9,6 hab./km²).